# 蒙岑巴赫河
50°41′51″N 8°19′40″E / 50.6975°N 8.32766°E
蒙岑巴赫河（德語：Monzenbach），是德國的河流，位於該國中部，由黑森州負責管轄，屬於阿爾河的右支流，河道全長4.5公里，河口處在黑博恩附近。